# Út a világ végére
Az Út a világ végére (Zyzzyx Road) egy 2006-ban megjelent független gyártású amerikai thriller. Főszereplői Katherine Heigl, Tom Sizemore és Leo Grillo. A film a legnagyobb jegyeladási kudarcot mondhatta magáénak a 11 dollár bevételt        hozó The Worst Movie Ever! 2011-es megjelenése előtt, miután szám szerint mindössze 6 mozijegyet váltottak rá.

## Cselekmény
Grant, a családos könyvelő üzleti útban épp Los Angelesben tartózkodik, ahol összemelegszik a dekoratív Marissával. El is vonulnak kettecskén egy motelbe, ahol viszont rájuk tör Joey, Marissa korábbi pasija. A dulakodás közben azonban Grant véletlenül megöli Joey-t. Hogy mentsék a menthetőt a párocska úgy dönt, hogy Joey tetemét kiviszik a sivatagba és ott elássák. Miután viszont elkészülnek a gödörrel rá kell jönniük, hogy Joey eltűnt a kocsijukból…

## Szereplők
- Grant – Leo Grillo
- Marissa – Katherine Heigl
- Joey – Tom Sizemore
- Meth Maker – Rickey Medlocke
- Natalie – Meguire Grillo

## A furcsa rekord
Ahhoz, hogy ez a film legyen a legnagyobb jegyeladási fiaskó egy spórolást lehetővé tevő jogi kiskapu járult hozzá. Maga a film filmes berkekben jelentékteken összegből, nagyjából egymillió dollárból készült, a cselekménye pedig már a bemutatásakor is közhelyes volt; normál esetben az ilyen kisköltségű filmeket DVD-forgalmazásban, illetve más kisebb fajsúlyú rendezvényen szokták megjelentetni vagy bemutatni, de a Zyzzyx Road fajsúlyától szokatlanul moziforgalmazásba is került. Ennek oka, hogy a Screen Actors Guild, vagyis az amerikai színészszakszervezet szabályzata szerint a kisköltségvetésű, vagyis kevesebb mint 2 és fél millió dollárból készült független produkciók alacsonyabb bért fizethetnek színészeiknek, ha a film hazai moziforgalmazásba kerül. Emiatt került moziba, igaz egy eldugott  dallasi moziba, ahol minden felhajtás nélkül 2006. február 24-én mutatták be először, és utána egy hétig minden nap délben. Itt mindössze 6 darab jegyet tudtak eladni rá, amikből kettőt a film sminkese és párja vett, így összesen 30 dollár volt a bevétel, de az ő jegyeiket a rendező utólag megtérítette, ezért csak 20 dollár jött össze. A film forgalmazási jogait ugyanakkor körülbelül 23 országban sikerült eladni, ennek köszönhetően ezért végül nem is volt akkora anyagi bukás, utólag pedig bizonyos körökben kultfilm lett.